# Lantianmänniskan
Lantianmänniskan (förenklad kinesiska: 蓝田人; traditionell kinesiska: 藍田人; pinyin: Lántián rén), först beskriven som Sinanthropus lantianensis, men numera Homo erectus lantianensis, är en underart av Homo erectus. Den upptäcktes 1963 och beskrevs av Woo Ju-Kang året därpå.
Fossila rester av lantianmänniskan (som kallas Lantian Ren; 蓝田人 på kinesiska) återfanns i Lantian härad (蓝田县; pinyin: Lántián xiàn) i Shaanxi-provinsen i nordvästra Kina, ungefär 50 kilometer sydost om staden Xi'an. Det första som återfanns var ett käkben och kort därefter återfanns en skalle från en annan individ med näsben, höger överkäke, och tre tänder. Kraniets inre volym uppskattas till 780 cm³, vilket ungefär överensstämmer med den samtida javamänniskans volym.
Lantianmänniskan är äldre än Pekingmänniskan, men möjligtvis yngre än Yuanmoumänniskan, som enligt vissa beräkningar kan ha levt i Kina för 1,7 miljoner år sedan.
Fossilen av lantianmänniskan bedöms härstamma från två kvinnor som levde för mellan 530000 och 1 miljon år sedan, där det andra fyndet uppskattas vara cirka 400000 år äldre än det första. Fossilerna finns idag på Shaanxi History Museum i Xi'an, Kina.
I samma strata som, och i närheten av, fynden av fossilen av lantianmänniskan, har man återfunnit fossil av djur och stenartefakter som indikerar att lantianmänniskan använde redskap och kunde hantera eld.